# Blue Thunder (Computerspiel)
Blue Thunder ist ein 1987 auf den Markt gekommener interaktiver Film und Rail Shooter. Es stellt das Spiel zum 1983 erschienenen Film Das fliegende Auge dar. Dieser ist im englischsprachigen Raum unter dem Titel Blue Thunder herausgekommen und ist auch Name des Hubschraubers. Der Pilot wird nicht etwa wie im Film vom Schauspieler Roy Scheider verkörpert, sondern von John Stuart West. Es werden viele Szenen aus dem Film wiederverwendet.

## Spielprinzip
Der Spieler schlüpft in die Rolle eines Rekruten The Player für den 15 Mio. US-Dollar teuren fiktiven Hubschrauber Blue Thunder. Er findet sich in einer Nachbesprechung über das in zwei Tagen stattfindende Treffen der Weltfriedenskoalition in Los Angeles. Dabei soll der Luftraum überwacht und ggf. Luftnahunterstützung angefordert werden, um mögliche Störungen zu vermeiden. Am Ende des Spiels wird die Highscore-Tabelle angezeigt.

### Tag 1: Spezialtraining und Taktiken
Am ersten Tag wird The Player in das gleiche Übungsgelände gebracht, wo auch im Film Blue Thunder mit seinen Fähigkeiten vorgeführt wurde. Hierbei muss er rote Figuren und schwarze Autos („Terroristen“) mittels der Bordwaffe ausschalten und die Unschuldigen (weiße Figuren) verschonen.

### Tag 2: Weltfriedenskoalition Los Angeles
Am Tag des eigentlichen Treffen kommt es zum schlimmsten prognostizierten Ereignis. Feindliche Fahrzeuge müssen aus dem Weg geräumt werden. Dabei gilt es darauf zu achten, auch hier die Unschuldigen zu beschützen. Der Hubschrauber des Gruppenführers wird getroffen, womit als Begleitung nur ein Hubschrauber des LAPD übrig bleibt. Anschließend müssen feindliche Jets vom Himmel geholt werden. Danach ist das Spiel zu Ende. Der Gruppenführer gratuliert zum Erfolg und anschließend fliegt man in den Sonnenuntergang.